# Hydriomena leucosigna
Hydriomena leucosigna là một loài bướm đêm trong họ Geometridae.